# Boophis doulioti
Boophis doulioti är en groddjursart som först beskrevs av Angel 1934.  Boophis doulioti ingår i släktet Boophis och familjen Mantellidae. IUCN kategoriserar arten globalt som livskraftig. Inga underarter finns listade.